# قمری زمینی دارچینی
قمری زمینی دارچینی (نام علمی: Gallicolumba rufigula) نام یک گونه از تیره کبوتر است.